# Opel Vectra
Opel Vectra var en stor mellemklassebil bygget af Opel mellem oktober 1988 og juli 2008. Til det britiske marked blev den den første generation solgt som Vauxhall Cavalier, senere som Vauxhall Vectra; i Latinamerika som Chevrolet Vectra og i Australien som Holden Vectra. Forgængeren hed Opel Ascona, mens efterfølgeren Opel Insignia kom på markedet i november 2008.
Fra 2003 blev en hatchback med fleksibelt bagsæde og mere plads bagi solgt som Opel Signum sideløbende med Vectra. Samtidig med introduktionen af Vectra-afløseren Insignia udgik også Signum af produktion.

## Overblik over de enkelte generationer
- Opel Vectra A
1988−1995
- Opel Vectra B
1995−2002
- Opel Vectra C
2002−2008